# Bourbourien (cheval)
Pour les articles homonymes, voir Bourbourien.
Le Bourbourien, également nommé Funes-Ambact, est un type de cheval de trait propre au canton de Bourbourg dans l'arrondissement de Dunkerque, et à l'arrondissement d'Hazebrouck, dans l'ancien département du Nord, en France. Très massif et de grande taille, ce cheval de traction lourde est notamment utilisé par les brasseurs parisiens. Il disparaît au cours du XXe siècle, avec la réduction des effectifs de la race du Boulonnais, finissant par être fusionné avec ce dernier.

## Histoire
L'existence d'une race de chevaux bourbourienne est citée dans le volume 2B du Grand Dictionnaire universel du XIXe siècle, édité en 1867. Les informations disponibles concernant cette ancienne race sont datées, le Bourbourien ne figurant ni dans l'étude des races de chevaux menée par l'université d'Uppsala, publiée en août 2010 pour la FAO, ni dans la base de données DAD-IS, ni dans la seconde édition de l'ouvrage de l'université de l'Oklahoma recensant les races de chevaux (2007), ni dans l'index des races de chevaux disparues dans l'ouvrage de Delachaux et Niestlé (2014), ni dans l'édition de 2016 de l'encyclopédie de CAB International.
Le zootechnicien Paul Diffloth (1923) cite cette race de Bourbourg comme étant connue « de temps immémorial ».
Probablement issu de croisements entre les races Boulonnais et Flamand,, ce cheval adapté aux zones marécageuses remplace les chevaux flamands au milieu du XIXe siècle, en particulier en Flandre maritime, où il reste très présent jusqu'au début du XXe siècle. La modification de la nature du sol, notamment avec le drainage des zones marécageuses, s'est traduite par une évolution chez les chevaux flamands présents sur place.
Le zootechnicien André Sanson salue tout particulièrement l'élevage de Bourbourg dans son Applications de la zootechnie, en 1867 : « [...] les formes du corps se sont régularisées et harmonisées, chez quelques familles de la race flamande. Le changement s'est produit particulièrement dans les environs de Bourbourg, où les éleveurs plus éclairés et plus soigneux ont fait entrer l'avoine dans l'alimentation des poulains, en même temps que les reproducteurs ont été mieux choisis [...] Le résultat indique que pour améliorer les chevaux flamands, il y a lieu de généraliser en Flandre, purement et simplement, la pratique des éleveurs de Bourbourg, qui consiste dans l'application de la gymnastique fonctionnelle et de la sélection, en prenant pour but le type de la belle conformation du cheval de gros trait ».
Le Bourbourien disparaît progressivement par absorption et croisement dans la race du Boulonnais. Dans son rapport de 1906, le vétérinaire Paul Dechambre explique que l'on « connaissait et on connaît encore sous le nom de bourbourien, un métis de boulonnais et de flamand qui est un excellent cheval de gros trait ».

## Description
Le Bourbourien est considéré comme une variété de la race Boulonnais, : d'après un numéro de la revue Mélusine (1878) citant Eugène Gayot : « La race boulonnaise appartient surtout au Pas-de-Calais et à la Somme ; elle devient bourbourienne dans le Nord et cauchoise dans la Seine-Inférieure ».
D'après Paul Diffloth, le Bourbourien est un cheval de grande taille, toisant 1,65 m à 1,70 m.
Historiquement plus légers que les Boulonnais, ils sont aussi plus hauts sur jambes, avec des membres plus fins, mais néanmoins solides. L'ossature est très dense, les tendons sont puissants. Le modèle est étoffé. L'encolure est courte, les épaules inclinées. Les côtes sont longues et arquées. Les flancs sont courts, les hanches sont larges et basses, la croupe est épaisse. Les membres sont épais, terminés par des pieds larges et écrasés. La peau est épaisse, les crins sont abondants et grossiers.
La robe était autrefois toujours grise, mais le bai est devenu fréquent.
D'après Diffloth, le tempérament est réputé lymphatique et mou, en accord avec le territoire marécageux d'élevage, obligeant à ne travailler qu'au pas. Cependant, dans le guide pratique de l'agriculteur, Edmond Vianne explique au contraire que le Bourbourien « trotte bien et sans avoir besoin d'être excité par le fouet ».

## Utilisations
Le Bourbourien et un cheval de traction lourde, connu notamment pour son aptitude à tracter les camions des brasseurs de Paris où, d'après Sanson, « ces colosses de l'espèce chevaline [les chevaux de brasseur] font l'étonnement et l'admiration des badauds ». Typiquement, les éleveurs gardent les pouliches pour en faire de futures poulinières, des marchands récupèrent les mâles pour les vendre à des fermiers qui les font travailler à 3 et 4 ans, avant de les re-vendre à leur tour dans le commerce, notamment pour la traction des camions. Les fermiers Flamands sont réputés pour traiter leurs chevaux avec douceur, en travaillant à la voix plutôt qu'en faisant appel à des mauvais traitements.
La race a aussi été employée en croisement : d'après un numéro de  La Clinique vétérinaire daté de 1868, « L'étalon du Bourbourg [...] marié à la jument poitevine ou à la poulinière poitevine-bretonne, donne des produits d'une rare beauté, et jamais on ne vit de plus belles pouliches que celles issues de ces étalons ». L'auteur attribue le succès de cet appariement aux proximités de biotope, le Poitevin mulassier étant également un cheval de pays marécageux. Il ajoute que ces juments poulinières métisses font d'excellentes mulassières. Dans la troisième édition de Hygiène vétérinaire appliquée, Jean-Henri Magne cite un certain M. Ayrault, qui souligne lui aussi les « bons résultats » des étalons bourbouriens dans l'industrie mulassière.

## Diffusion de l'élevage

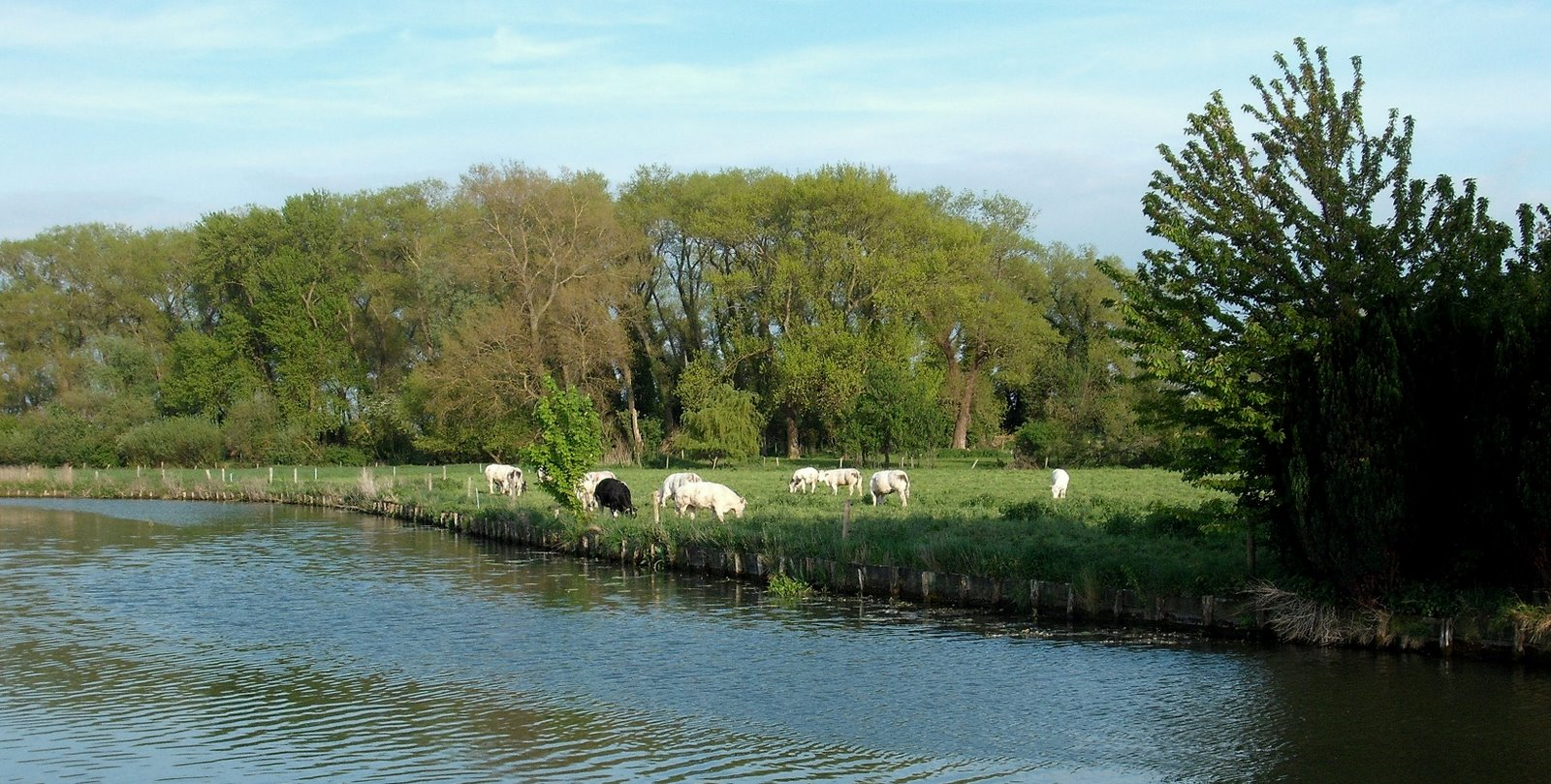
Pâtures autour du canal de Bourbourg.

D'après Diffloth, les meilleurs sujets se trouvaient près de Bourbourg, dans les environs de Dunkerque. Paul Dechambre cite les mêmes lieux de production, à savoir le canton de Bourbourg dans l'arrondissement de Dunkerque. La race existait aussi dans l'arrondissement d'Hazebrouck.